# چارلز دیکنز
چارلز جان هافِم دیکنز (به انگلیسی: Charles John Huffam Dickens) (۷ فوریهٔ ۱۸۱۲ – ۹ ژوئن ۱۸۷۰) نویسندهٔ پرآوازهٔ انگلیسی و برجسته‌ترین رمان‌نویس عصر ویکتوریا بود. دیکنز یکی از مشهورترین و تأثیرگذارترین نویسندگان در زبان انگلیسی است.
بسیاری از رویدادها و شخصیت‌های کتاب‌های چارلز دیکنز، بازتابی از رویدادها و شخصیت‌های زندگی واقعی وی بوده‌اند. از دیکنز برای داستان‌سرایی و نوشتار توانمندش و همچنین خلق شخصیت‌های به یادماندنی، بسیار تحسین شده است. دیکنز در طول زندگی خویش، محبوبیت جهانی بسیاری یافت. از نوشته‌های معروف او می‌توان دیوید کاپرفیلد، آرزوهای بزرگ، الیور توئیست و داستان دو شهر را نام برد.

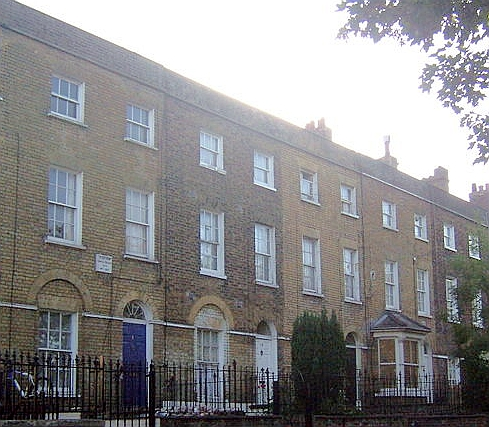
محل زندگی دیکنز از سال ۱۸۱۷ تا ۱۸۲۲

## کودکی و نوجوانی

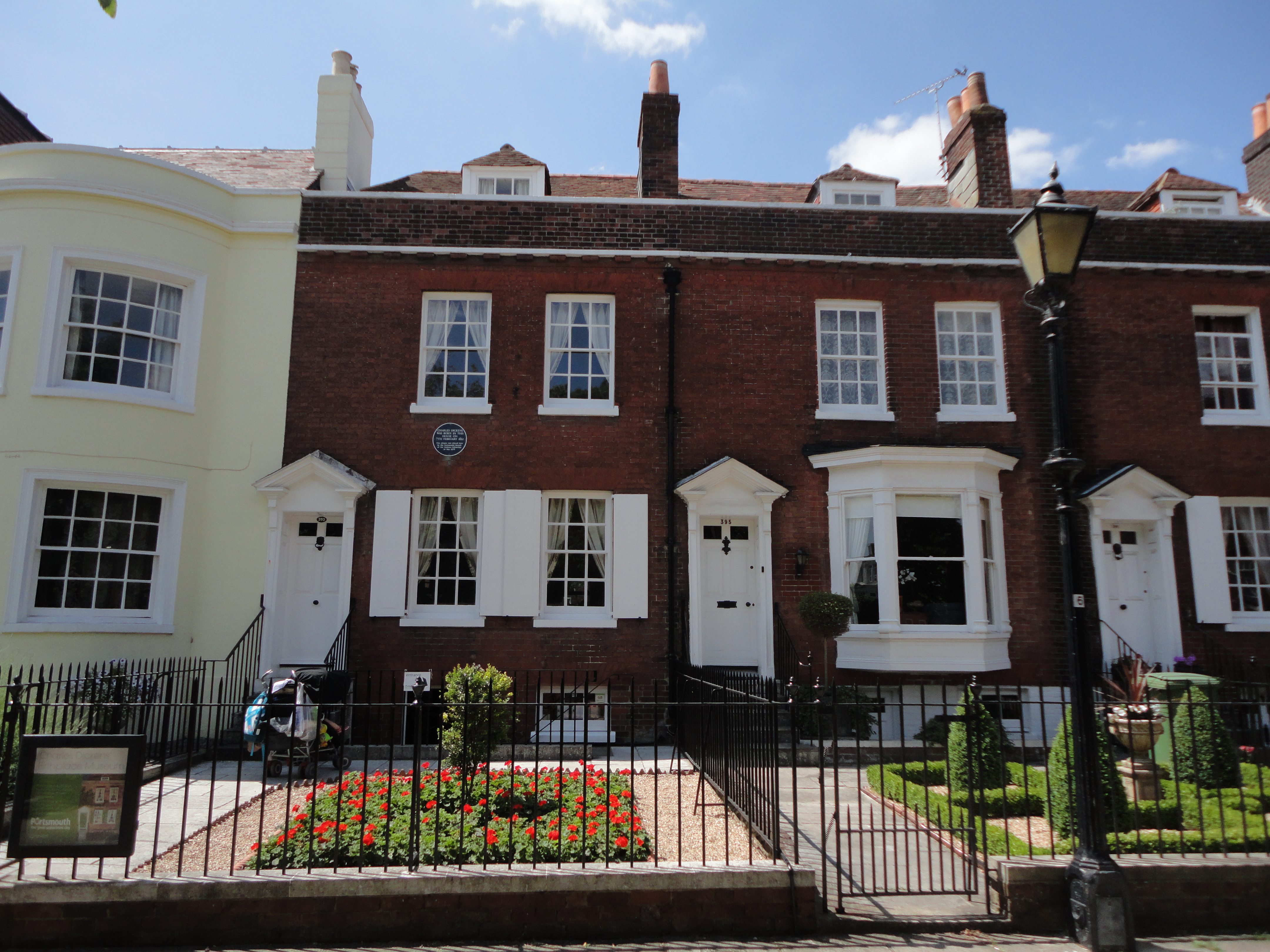
زادگاه چارلز دیکنز در پورتسموث

چارلز دیکنز در ۷ فوریه ۱۸۱۲ در لندپورت زاده شد. او دومین پسر از ۸ فرزند جان دیکنز، کارمند ادارهٔ کارپردازی نیروی دریایی پادشاهی بریتانیا بود. پدرش از طبقه کارگر و اهل لاابالی‌گری و وامداری بود. جان دیکنز دوست داشت که در طبقه ممتاز پذیرفته شود. برای همین، در تلاش برای اینکه یکی از فرزندانش به جایی برسد یکی از خواهران چارلز را به آکادمی سلطنتی موسیقی لندن فرستادند که یک آموزشگاه موسیقی اشرافی بود. جان، پدر چارلز دیکنز نشان خانوادگی یک خانواده مرفه دیگر را برای خانواده خود اقتباس کرد. تلاش جان برای نشان دادن خود به عنوان یک فرد سطح بالا باعث بالا آوردن بدهی و زندانی شدن او در زندان مارشال‌سی شد. اما در آن زمان رسم بر این بود که همه اعضای خانواده بدهکار هم همراه او زندانی می‌شدند و تا بدهی شان را نمی‌دادند، در زندان می‌ماندند. تنها دیکنز ۱۲ ساله از رفتن به زندان، امان یافت و او را برای تأمین معاش خانه به کارخانهٔ واکس‌سازیِ وارن فرستادند. او تا آزادی پدرش از زندان همچنان مجبور به کار بود تا بالاخره پس از مراجعت پدر توانست به مدرسه بازگردد.
چارلز دیکنز از نوشتن سختی‌هایی که در کودکی و نوجوانی کشیده بود خجالت می‌کشید؛ بنابراین زندگی خود را در قالب داستان‌های خود و شخصیت‌ها توضیح می‌داد.

## روزنامه‌نگاری و نخستین رمان‌ها
دیکنز پس از پایان دورهٔ مدرسه در یک دفتر وکالت مشغول به کار شد. دیکنز به نویسندگی علاقه نداشت و مایل بود هنرپیشه شود اما در روزی که قرار بود برای آزمون هنرپیشگی برود، دچار سرماخوردگی شدیدی شد و این فرصت را از دست داد. پس از بررسی زندگی شلوغ و متنوع لندن، بر آن شد تا روزنامه‌نگار شود. در این دوره، در شیوه‌ای سخت از خلاصه‌نویسی، توانایی خود را نشان داد و در مارس ۱۸۳۲ در حالی‌که جوانی حدوداً ۲۰ ساله بود، خبرنگار امور عمومی و پارلمانی شد.
چارلز دیکنز در سال ۱۸۲۹ دلدادهٔ دختری به نام ماریا بیدنل شد. اما والدین ماریا او را از لحاظ اجتماعی در سطحی پایین‌تر از خود یافتند. این دل باختگی و برخوردی دیگر با او در میان سالی دیکنز، بعدها در عشق شخصیت معروف رمانش دیوید کاپرفیلد به دختری به نام دورا بازتاب یافت.
نخستین طرح‌وارهٔ دیکنز به سال ۱۸۳۳ با پیوستن به مورنینگ کرونیکل به عنوان ناهار در پوپلار منتشر شد و در پی آن، طرح‌واره‌های دیگر انتشار یافتند. او در این سال‌ها با گشت زدن در نواحی خارج از لندن و حضور در گردهمایی‌های انتخابات مقدماتی مجلس بریتانیا و تهیه گزارش از آن، وارد زندگی اجتماعی‌ای شد که گسترش آن، سریع و لحظه‌به‌لحظه بود. چارلز دیکنز در اوایل سال ۱۸۳۶ دو ماه پس از انتشار طرح‌واره‌هایی از بوز، با کاترین هوگارت (او هم نویسنده بود) ازدواج کرد. و پس از آن برای نوشتن داستان زنجیره‌ای که بعدها نامه‌های پیکویک نام گرفت، قرارداد بست. او پیش از آن سردبیری بنتلیز مسیلانی را پذیرفته بود که از سال ۱۸۳۷ تا ۱۸۳۹ الیور توئیست در آن، منتشر شد.
دیکنز در اوایل ۱۸۳۷ صاحب نخستین فرزند خود از ده فرزند شد و در ماه مه، شاهد مرگ خواهر همسرش بود که از اوایل زندگی مشترک آن دو، با آن‌ها زیسته بود. یاد فقدان شدید او برای دیکنز بعدها در بیماری سخت رز میلی در الیور توئیست بزرگ داشته شد.

## فعالیت‌های اجتماعی
چارلز دیکنز در سال ۱۸۳۸ از مدارس ارزان یورک‌شر دیدن کرد و در نیکلاس نیکلبی، دربارهٔ این اماکن نوشت. در همین روزها با زنی به نام آنجلا بروت کوتس آشنا شد و به دفاع از افکار بشر دوستانهٔ این زن پرداخت و کوشش اجتماعی خود را در خدمت اهداف او به کار بست. از جملهٔ این فعالیت‌ها تأسیس خانه‌ای برای زنان ساقط شده در سال ۱۸۴۷ بود. هر چند دیکنز در سال ۱۸۳۰ از بزرگان ادب آن روزگار محسوب می‌شد اما او پس از آن نیز از تلاش خود برای تاختن به بیداد و ستمگری و فخر فروشی، دست نکشید. دیکنز با بسط طرح اولیهٔ ساعت آقای همفری، داستان بلندی با عنوان دکان عتیقه‌چی نوشت و همچون گذشته، فریاد اعتراض خود را از به‌کارگیری کودکان در معادن، به گوش جامعه بریتانیا رساند. همچنین طنز تمسخر علیه «توری‌ها» را در نوشته‌های خود جای داد، کسانی که مخالف تصویب قوانین انسانی بودند.

## سفر به آمریکا و فرانسه
چارلز دیکنز طرفداران زیادی در ایالات متحده آمریکا داشت. در سال ۱۸۴۲ با سفر به آمریکا و به رغم استقبال گرمی که از او شد، یادداشت‌هایی از آمریکا و مارتین چارلز لویت را به قلم آورد که آمیخته‌ای بودند از ستودنی‌های بسیار آمریکا و البته همهٔ آنچه که در نگاه دیکنز نفرت‌انگیز آمدند. وی در سال‌های ۱۸۴۴–۱۸۴۵ نیز از ایتالیا دیدن کرد و در آن‌جا ناقوس‌های جنوآ، عنوان بانگ ناقوس‌ها را به ذهنش القا کرد. کتاب کوچکی که ضربه‌ای بزرگ به نفع مستمندان روزگارش زد. در پی بازگشت از ایتالیا، چندی سردبیر دیلی نیوز (اخبار روز) شد و برای بهبود وضع مدارس ژنده‌پوشان و لغو اعدام مجرمان در ملأ عام، کمر همت بست. مدارس ژنده‌پوشان مؤسساتی بودند که در آن کودکان فقیر به رایگان آموزش می‌دیدند.
چارلز دیکنز دامبی و پسر را در پاریس و لوزان نوشت و پس از نگارش رمان سرشناس دیوید کاپرفیلد، مجلهٔ خود هاوسهولد وردز (سخنان خانگی) را راه‌اندازی کرد. مجله‌ای که سبک سخنی اساسی و انسانی داشت. دیکنز در این ایام نویسندگی و روزنامه‌نگاری را با تئاتر — که بیشتر به نفع مؤسسات خیریه برگزار می‌شد — در هم آمیخت.

## دوران میان‌سالی
چارلز دیکنز در سال ۱۸۵۱ به «تاویستوک هاوس» کوچ کرد که برای اسکان خانواده‌اش و خانوادهٔ همسرش که در ایام عدم حضور دیکنز در وطن با خانوادهٔ او زندگی می‌کردند، به اندازه لازم، بزرگ بود. پس از این جابه‌جایی نگارش خانه متروک را آغاز کرد. دیکنز در سال۱۸۵۳ سرود کریسمس را که ده سال پیش از آن نگاشته بود برای جماعتی ۲۰۰۰ نفری خواند و در سال بعد توانست با انتشار دوران سختی در فروش مجله‌اش «هاوسهولد وردز» که آن روزها افت کرده بود، هیجانی به وجود آورد. با شیوع وبا در سال ۱۸۵۴ در همین مجله مصراً خواستار بهبود وضع بهداشت جامعه شد. چارلز دیکنز پالمرستن و دولتش را به خاطر سوء ادارهٔ وحشتناک جنگ کریمه مورد انتفاد قرار داد؛ و این انتقادها در بی‌کفایتی موصوف در داریت کوچک پی گرفت. دیکنز سرانجام موفق به خرید خانه‌ای نزدیک روچستر -گذر هیل پلیس- شد. در سال ۱۸۵۷ در بحران جدایی از کاترین قرار گرفت. کاترین که هشت فرزند (دو دختر و شش پسر) برای همسرش به دنیا آورده بود، علاقه‌ای به نظر دادن در مورد کارهای همسرش نداشت و در همین زمان شایعهٔ وجود رابطه بین دیکنز و الن ترنان هنرپیشهٔ هفده ساله بر سر زبان‌ها افتاد. چارلز دیکنز جواهری را که باید برای الن می‌فرستاد به اشتباه برای همسرش فرستاد که باعث لو رفتن او شد. این موضوع به محبوبیت دیکنز آسیب زد. دیکنز برای دفاع از بی‌گناهی خود و ترنان مقاله‌ای در روزنامه تایم منتشر کرد. زندگی‌نامه‌نویس کلر تومالین در کتاب زن نامرئی استدلال می‌کند که الن ترنان ۱۳سال پایانی عمر دیکنز را با وی به صورت مخفیانه زندگی کرد. بعداً از روی کتاب زن محرمانه یک نمایشنامه با نام نلی کوچک توسط سیمون گری نوشته شد.

## حادثه قطار
در ۹ ژوئن ۱۸۶۵ قطار حامل چارلز دیکنز و الن ترنان دیکنز از روی یک پل سقوط کرد اما به دیکنز آسیب نرسید و او توانست به کمک دیگر مسافران برود. او تا هنگام رسیدن امدادگران به زخمی‌ها کمک کرد و به کسانی که در حال مرگ بودند آرامش بخشید.
 سپس به داخل قطار بازگشت و دستنوشته نیمه تمام داستان دوست مشترکمان را بیرون آورد. پس از آن تا پایان عمر، هرگز سوار قطار نشد. دیکنز همچنین به دلیل همراهی الن ترنان با او در قطار از حضور در جلسه تحقیقات پیرامون این حادثه خودداری کرد؛ زیرا می‌توانست باعث رسوایی شود.

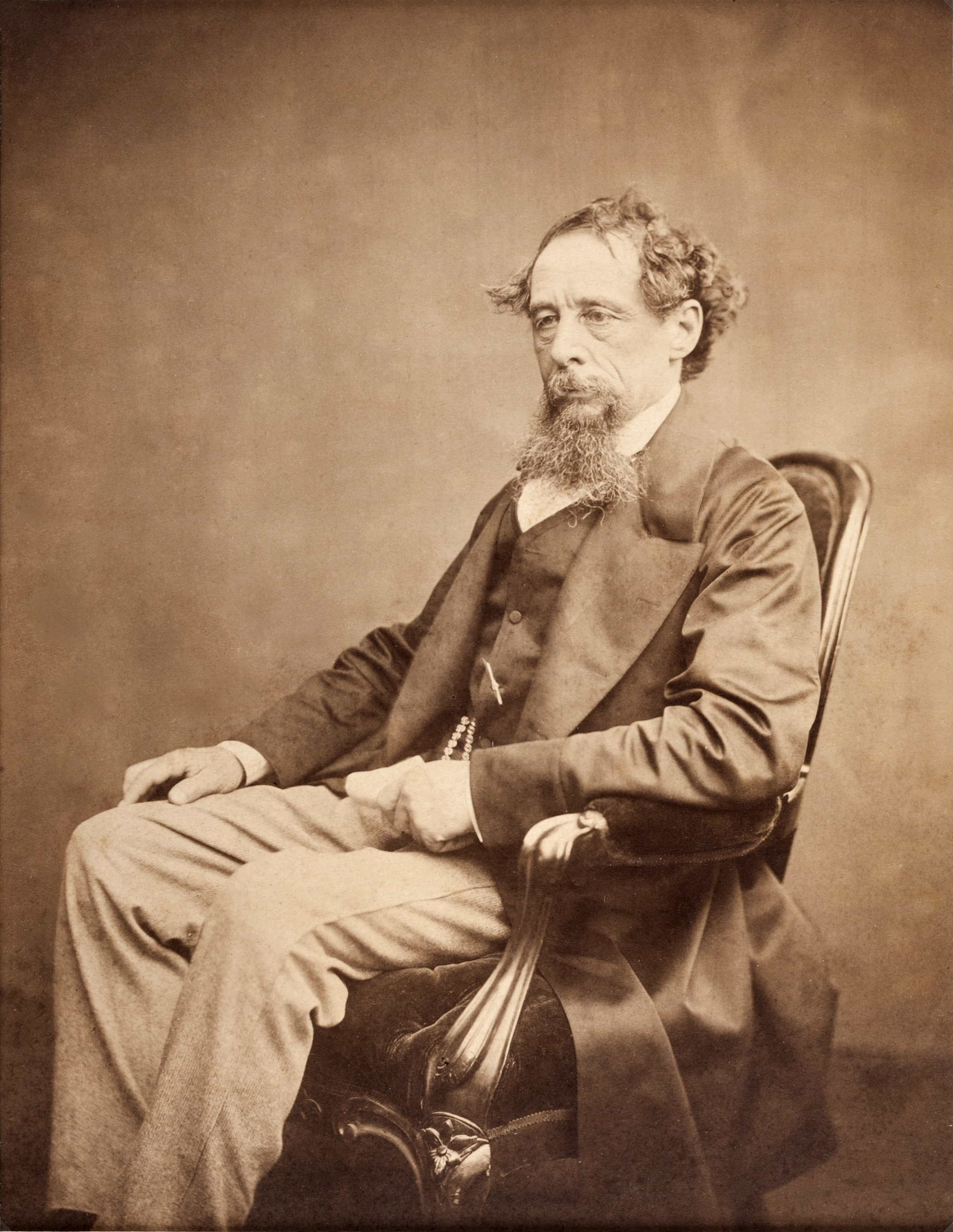
در دهه ۱۸۶۰

## مرگ

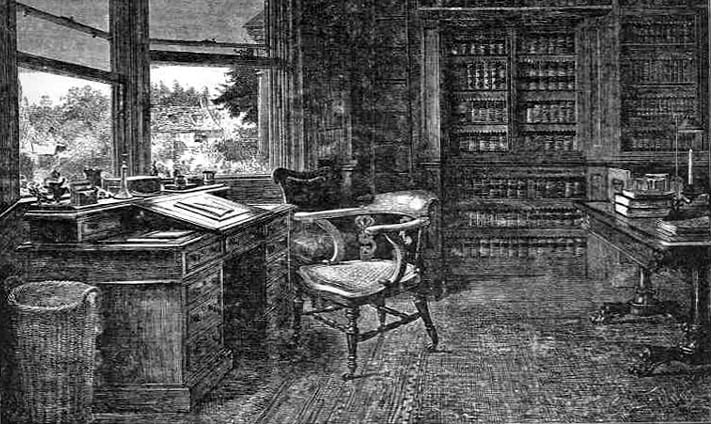
نقاشی آبرنگ صندلی خالی دیکنز را در اتاق کارش نشان می‌دهد.

بی‌قراری دیکنز برای خلق اثر همچنان باقی بود، اما سلامت او با خواندن‌های پر از شیفتگی‌اش، روز به روز تحلیل می‌رفت. پس از سال ۱۸۶۰ (روزهایی که آرزوهای بزرگ قلم می‌خورد)، الن ترنان، گاه گاه در نزدش می‌ماند. اما با این همه، کتاب‌خوانی‌های او و سفرهایی که با این هدف داشت، ادامه یافت، چنان‌که حدود ۱۸۶۷–۱۸۶۸ بار دیگر به آمریکا رفت. او از لحاظ مالی هیچ کم نداشت، اما از نظر جسمانی شکسته به نظر می‌رسید.
بی‌اعتنایی او به هشدارها (فلج جزئی - ناتوانی در خواندن حروف سمت چپ و لنگ زدن روزافزون پای چپ) تا بدان‌جا پیش رفت که در سال ۱۸۷۰ اقدام به یک رشته کتاب‌خوانی تازه نمود. دیکنز در ۱۵ مارس ۱۸۷۰ برای آخرین‌بار سرود کریسمس را خواند و سرانجام در ۹ ژوئن ۱۸۷۰ در حالی‌که ادوین درود به پایان نرسیده بود به‌طور ناگهانی بر اثر سکته قلبی در محلی به نام گدز هیل از جهان رفت.

## اقتباس سینمایی از آثار
روزنامه واشینگتن تایمز به مناسبت دویستمین سالگرد تولد «چارلز دیکنز»، فهرست ۱۰ اقتباس برتر سینمایی و تلویزیونی از رمان‌های این نویسنده بزرگ را منتشر کرد. با گذشت بیش از صد سال، هنوز هم آثار دیکنز میان فیلمسازان تلویزیونی و سینمایی محبوبیت دارند. هر یک از آثاری که در این فهرست آمده‌اند، حداقل دو بار مورد اقتباس قرار گرفته‌اند.
۱ـ «آرزوهای بزرگ» (۱۹۴۶) «دیوید لین»، کارگردان سرشناس هالیوود این اثر اقتباسی بود که موفق به کسب دو جایزهٔ اسکار بهترین کارگردانی و بهترین فیلم‌برداری شد. «آرزوهای بزرگ» نامزد سه جایزه اسکار هم بود. «ژان سیمونز» برای ایفای نقش «استلا» جوان نامزد یک جایزه اسکار شد. انجمن فیلم بریتانیا این فیلم را در صدر فهرست بهترین فیلم‌های انگلیسی نشاند.
۲ـ «سرود کریسمس» (اسکروج) (۱۹۵۱) این اثر دیکنز بارها و بارها مورد اقتباس قرار گرفته است که آخرین آن‌ها با نقش‌آفرینی «جیم کری» در سال ۲۰۰۹ به صورت سه‌بعدی ساخته شد. این فیلم در انگلستان با نام «اسکروج» و در آمریکا با نام «سرود کریسمس» به روی پرده رفت.
۳ـ «الیور!» (۱۹۶۸) فیلم برجسته «کارول رید» با الهام گرفتن از رمان «الیور تویست» چارلز دیکنز موفق شد در ۱۱ بخش جوایز اسکار نامزد شود و شش جایزهٔ اسکار را نیز از آن خود کند که از آن جمله می‌توان به اسکار بهترین فیلم و بهترین کارگردانی اشاره کرد. «رون مودی» که نقش فاگین را در این فیلم ایفا کرد، موفق شد برای هنرنمایی‌اش جایزه معتبر گلدن گلوب را کسب کند.
۴ـ «داستان دو شهر» (۱۹۳۵) «رونالد کولمن» در این اثر سینمایی نقش «سیدنی کارتن» را ایفا کرد. این اثر بهترین اقتباس رمان معروف دیکنز محسوب می‌شود.
۵ـ «الیور تویست» (۱۹۴۸) این فیلم سینمایی به کارگردانی «دیوید لین» به عنوان بهترین اقتباس «الیور تویست» دیکنز محسوب می‌شود. «الک گینس»، «رابرت نیوتن» و «کی والش» در این اثر سینمایی هنرنمایی کردند. انجمن فیلم بریتانیا این فیلم را جزء ۱۰۰ فیلم برتر انگلیسی برشمرده است.
۶ـ «خانه غم‌زده» (۲۰۰۵) این اقتباس تلویزیونی از رمان معروف دیکنز نامزد دو جایزهٔ گلدن گلوب شد. در این مینی‌سریال، «گیلیان اندرسون» که به تازگی در نقش «خانم هویشام» در اقتباس تلویزیونی «آرزوهای بزرگ» ظاهر شده است، نقش «خانم ددلاک» را ایفا کرد.
۷ـ «دوریت کوچولو» (۲۰۰۸) این‌بار هم بی‌بی‌سی اثری دیگر از دیکنز را به مینی‌سریال موفقی تبدیل کرد که «متیو مک‌فادین»، بازیگری که به بازی نقش «آقای دارسی» در فیلم «غرور و تعصب» شهرت دارد در آن نقش‌آفرینی کرد. «ایمی دوریت» و «تام کورتنی» از دیگر بازیگران این سریال بودند. «دوریت کوچولو» در سال ۲۰۰۹ روی آنتن شبکه «بی.بی. سی» رفت و برای جایزه «امی» نامزد شد.
۸ـ «مارتین چازلویت» (۱۹۹۴) این مینی‌سریال در سال ۱۹۹۵ نامزد جایزهٔ معتبر «امی» شد. شبکه بی‌بی‌سی رمان معروف دیکنز را با هنرنمایی «پل اسکوفیلد» و «تام ویلکینسون» به روی آنتن برد.
۹ـ «دوست مشترک ما» (۱۹۹۸) این مینی‌سریال در سال ۱۹۹۸ توسط «جولین فارینو» کارگردانی شد و یک سال بعد در ایالات متحده آمریکا منتشر شد.
۱۰ـ «سرود کریسمس میکی» (۱۹۸۳) این انیمیشن کوتاه فیلمی بود که کودکان را در دهه ۱۹۸۰ با آثار دیکنز آشنا کرد. این فیلم در آکادمی اسکار سال ۱۹۸۴ موفق به کسب جایزه بهترین فیلم انیمیشن کوتاه شد.

## شیوهٔ نوشتار
دیکنز نیز مانند بسیاری از رمان‌نویسان دیگر (جرج الیوت، امیل زولا، دفو) از روزنامه‌نگاری آغاز کرد و سپس از واقعیت به خیال گرایید. وی نیز مانند دیوید کاپرفیلد را در حالی می‌نوشت که مقید به سخن دیگران بود. کارش در مقام گزارشگر مذاکرات پارلمانی به او سرعت و دقت آموخت. چارلز دیکنز از گزارشگری به شکل آزادتری از روزنامه‌نگاری گروید. طرحواره‌هایی از بوز در معنا مجموعه مقالاتی است که جریان تکامل رشد تدریجی این داستان‌سرا، شخصیت‌آفرین و تحلیل‌گر محیط‌ها و اشیا را به دست می‌دهد. او هرچند هرگز از روزنامه‌نگاری نبرید و همواره سردبیر مجلات و سرگرم نوشتن مقالاتی برای روزنامه‌ها و سخنرانی‌ها بود، اما گفته می‌شود نمونه‌ای روشن از کوشش روزنامه‌نگاری برای اعتلا بخشی به استعدادهای نویسندگی خویش است.
چارلز دیکنز ارائه‌کننده عوالم شهر است. دگرگونی شهر - چه از لحاظ اقتصادی و چه اجتماعی - و چیرگی او بر توصیف این دگرگونی‌ها. در طرح‌واره‌ها به وضوح این توانایی را نشان می‌دهد. توصیف یک عمارت یا مؤسسه از زبان دیکنز، چیزی ورای وصفی خشک و خالی از عمارتی بی‌جان است. او ناظر تغییرپذیری ظاهر است و چنان توصیف می‌کند که گویی این عمارت ساکن نیست. او اشیا را در قیاس جنبه‌های متحرک جامعه‌ای می‌بیند که در حال تبدل است. وقتی خیابان‌های کثیف لندن را توصیف می‌کند چنین به ما می‌گوید: «نم همین قدر دزدانه و نرم فرود می‌آید که سنگفرش خیابان‌های را چرب کند.» می‌گوید: «چراغ‌های گازی به علت مه سنگین و تنبلی که بر هر چیز می‌نشیند رخشنده‌تر می‌نمایند».
طرح‌واره‌هایی از بوز، از ذوق و استعداد کمدی دیکنز نیز جان می‌گیرد. چارلز دیکنز کمدی را به گونه‌ای توصیف می‌کند که نشانه تأثیر گرفتن او از این تجربه است. بازیگران زن و دلقک‌ها اغراق شده‌اند، اما این اغراق به‌طور قطع ملهم از مبادی تئاتر روزگار خویشند. یکی دیگر از استعدادهای نمایشی دیکنز، تأثرانگیزی و خوشمزگی است. یکی از طرحواره‌های اولیه یعنی مغازهٔ گروگیر این تأثرانگیزی را به گونه‌ای شایان بیان می‌کند. در این اثر، هم تجزیه و تحلیل و هم اقناع است که هم تفاهم‌برانگیز و هم ترحم‌انگیز است.
دیوید کاپرفیلد به دوران پختگی و کمال هنری دیکنز تعلق دارد. حجم انتقاد صریح اجتماعی در این رمان کمتر از نوشته‌های دیگر است. در این‌جا توجه نویسنده به ماجراهای خانگی و روحانی بیشتر از بیدادهای اجتماعی است. هرچند با زندگی‌ای که خود نویسنده داشته است، طبعاً توجه به مسائل روانشناختی از دید اجتماعی بارز و آشکار است. خفت‌های شخصیت «هیپ» در این رمان، فرازجویی‌هایش، بزرگ‌منشی‌های به خود بسته‌اش و نیز ترقی و تنزلش همه سمبول‌های اجتماعی قابل شناخت‌اند. این رمان در آن واحد تصویر یک شخصیت خاص و یک تعمیم نیرومند است.

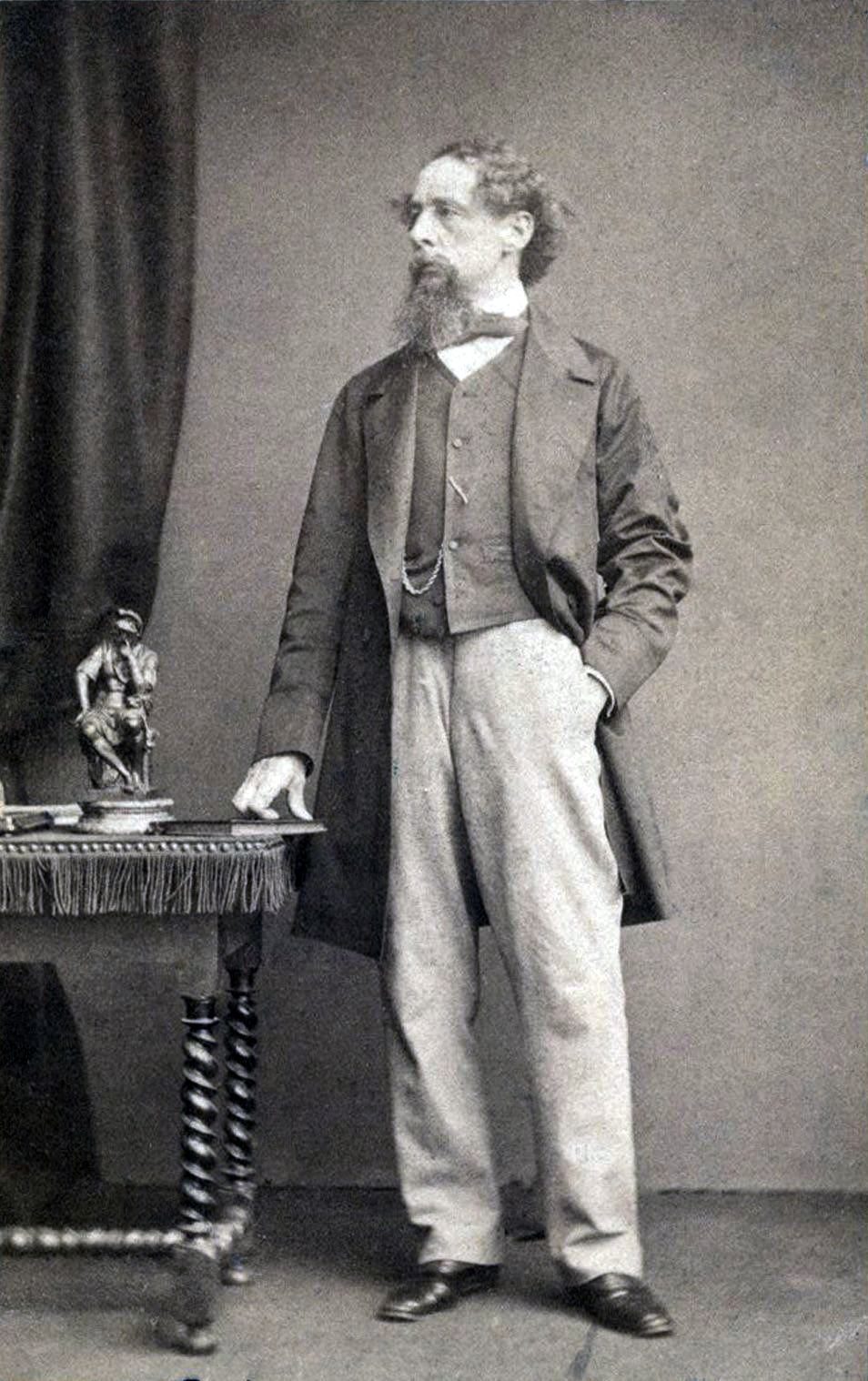
دیکنز در سال ۱۸۶۰

دیکنز در چند رمان بعدی دیگرش رنجی بر خود هموار می‌سازد تا از هرگونه راه‌حل ساده‌ای اجتناب کند. دوران مشقت، دوریت کوچک، داستان دو شهر، و آرزوهای بزرگ دامنهٔ توقع خود را از خواسته محدود می‌کنند و از خواننده، توقع ندارند که همه کسانی را که اکنون پس از آن همه رنج، به رفاه رسیده‌اند ببینند. اگرچه پرداخت شخصیت‌های متعلق به طبقه کارگر و مسائل صنعتی به شیوه‌ای زمخت و احساساتی انجام می‌شود اما هنر دوران سختی در نوعی صداقت دربارهٔ تقلید اجتماعی شخصیت داستان است. در این‌جا برخلاف خانه متروک، از پی تشریح تخریب، در رسیدن ساختمانی در مقیاس کوچک دیده نمی‌شود.
دیکنز همیشه اطمینان حاصل می‌کرد که خوانندگانش مسحور داستان و مشتاق دنبال کردن آن هستند. برای همین، در دورانی که نوشته‌های خود را به صورت روزانه در روزنامه چاپ می‌کرد داستان در لحظه‌ای حساس پایان می‌یافت.
دیکنز در حالت ایستاد می‌نوشت.

## جملات معروف
- اینست تفاوت بین ساختن و خلق کردن: اینکه چیز ساخته شده، تنها پس از ساخته شدن دوست داشته می‌شود اما چیزی که خلق شده، قبل از به‌وجود آمدن دوست داشته شده است.
- روزی که برای دیگران تلف می‌شود، برای خود تلف نمی‌شود.
- درد فراق به لذت دیدار دوباره نیست.

## فهرست آثار
چارلز دیکنز آثار بسیاری به صورت رمان و داستان‌های کوتاه دارد. او بیشتر داستان‌های برجسته خود مانند الیور توئیست را به صورت داستان‌های سریالی در روزنامه‌ها و هفته‌نامه‌ها منتشر می‌کرد که بعدها به صورت کتاب جمع‌آوری شدند.
رمان‌های برجسته دیکنز:
- یادداشت‌های پیکویک، (The Pickwick Papers (۱۸۳۷
- الیور توئیست، (The Adventures of Oliver Twist (۱۸۳۸
- ماجراهای نیکلاس نیکلبی، (The Life and Adventures of Nicholas Nickleby (۱۸۳۹
- مغازه عتیقه‌فروشی، (The Old Curiosity Shop (۱۸۴۰
- بارنابی روج، (Barnaby Rudge (۱۸۴۱
- سرود کریسمس، (A Christmas Carol (۱۸۴۳
- زندگی و ماجراجویی‌های مارتین چوزلویت، (The Life and Adventures of Martin Chuzzlewit (۱۸۴۴
- دامبی و پسر، (Dombey and Son (۱۸۴۸
- دیوید کاپرفیلد، (David Copperfield (۱۸۵۳
- خانه متروک، (Bleak House (۱۸۵۳
- دوران مشقت، (Hard Times: For These Times (۱۸۵۴
- دوریت کوچک، (Little Dorrit (۱۸۵۷
- داستان دو شهر، (A Tale of Two Cities (۱۸۵۹
- شبگردی‌ها، (۱۸۶۰) night walks
- آرزوهای بزرگ، (Great Expectations (۱۸۶۱
- دوست مشترکمان، (Our Mutual Friend (۱۸۶۵
- عبور ممنوع، (No Thoroughfare (۱۸۶۷ (به همراه ویلکی کالینز)
- اسرار ادوین درود، (The Mystery of Edwin Drood (۱۸۷۰